# Термінал ЗПГ Бахрейн
Термінал ЗПГ Бахрейн - інфраструктурний об`єкт для прийому та регазифікації зрідженого природного газу у острівній державі Бахрейн.
На початку 21 століття цілий ряд держав регіону Перської затоки звернули увагу на використання природного газуз метою вивільнити для експорту нафту, споживану в місцевому енергетичному секторі. При цьому Кувейт та ОАЕ обрали варіант із плавучими регазифікаційними терміналами, тоді як Бахрейн вирішив одразу спорудити стаціонарний об`єкт.
Для розміщення терміналу потужністю до 8,2 млрд.м3 на рік обрали площадку на північно-східному узбережжі в 4 км на від порту Khalifa Bin Salman.
Особливістю терміналу стане використання плавучого сховища ЗПГ (FSU, Floating storage unit). На відміну від інших подібних проектів (наприклад, в Малацці аба на Мальті), де як сховище використовуються старі газові танкери, на Бахрейні розмістять тільки но збудоване судно. Очікується, що ним стане «Корпус 2461», що споруджується на південнокорейській верфі Daewoo Shipbuilding & Marine Engineering (DSME) на замовлення одного з власників проекту компанії Teekay, яка спеціалізується на транспортуванні ЗПГ. Вантажоємність  FSU становитиме 174000 м3.
Окрім згаданої Teekay (30%) іншими власниками терміналу є бахрейнська National Oil and Gas Authority (NOGA, так само 30%), Gulf Investment Corporation (24%) та Samsung (16%).
Роботи по спорудженню терміналу, що включатимуть зокрема великий обсяг днопоглиблювальних робіт та спорудження хвилеламу, розпочались у 2017 році та, як очікується, повинні завершитись у 2019-му.